# 小岩羚属
小岩羚属（学名：Raphicerus）也作石羚属，是偶蹄目牛科的一属，分布于非洲的热带草原，包括以下三种：
- 小岩羚（Raphicerus campestris）
- 黑耳岩羚（Raphicerus melanotis）
- 沙氏岩羚（Raphicerus sharpei）